# Radioprotektor
Ein Radioprotektor ist ein Pharmakon, das nach seiner Verabreichung selektiv gesunde Zellen vor den toxischen Auswirkungen ionisierender Strahlung schützen soll. Durch diese Schutzfunktion kann die Strahlendosis bei einer gegen bösartige Tumoren (Krebs) gerichtete Strahlentherapie erhöht werden, um die Wirksamkeit der Strahlentherapie zu steigern. Radioprotektoren sind eine Untergruppe der Radiomodulatoren.

## Beschreibung
Bei der konventionellen Strahlentherapie (Radiatio) ist die niedrige Strahlungsempfindlichkeit vieler Tumoren – im Vergleich zum umgebenden gesunden Gewebe – eines der größten Probleme. Um möglichst viele Tumorzellen sicher abzutöten, wäre in vielen Fällen eine deutlich höhere Strahlendosis notwendig. Dies ist aber wegen der Empfindlichkeit des umgebenden gesunden Gewebes gegen die ionisierende Strahlung meist nicht möglich. In der Strahlentherapie verfolgt man daher zwei unterschiedliche pharmakologische Ansätze, um möglichst viele Tumorzellen zu zerstören und möglichst wenige gesunde Zellen zu schädigen. Eines davon sind Radiosensitizer, die die Strahlungsempfindlichkeit der Tumorzellen erhöhen sollen. Ein anderes sind Radioprotektoren, die die gesunden Zellen vor der Strahlung schützen sollen. Durch die ionisierende Strahlung, beispielsweise Röntgen- oder Gammastrahlen, entstehen in den betroffenen Zellen hochtoxische freie Radikale, die wiederum zu reaktiven Sauerstoff- (ROS) und Stickstoffspezies (RNS) führen. Diese hochreaktiven Spezies sind im Wesentlichen für die Wirksamkeit der Strahlentherapie verantwortlich. Sie führen zu irreparablen Schäden, beispielsweise Doppelstrangbrüchen, an der DNA im Zellkern einer Zelle. Radioprotektoren sollen möglichst selektiv, das heißt nur in den gesunden Zellen, diese Schäden verhindern.
Eine Vielzahl unterschiedlicher Substanzen wurde zum Zweck der intrazellulären Radioprotektion entwickelt. Sie sollen die in den Zellen erzeugten freien Radikale abfangen, und dadurch die Elektronenentzugsrate reduzieren. Diese anti-oxidative Wirkung reduziert den Sauerstoff-Effekt. Um diese Wirkung entfalten zu können, müssen die Radioprotektoren vor der Bestrahlung verabreicht werden und im Inneren der Zellen sein. Nur so können die Moleküle der Radioprotektoren ausreichend schnell in die Bereiche diffundieren, in denen sie die passenden Reaktionspartner – freie Radikale und reaktive Sauerstoff beziehungsweise Stickstoffspezies – treffen und unschädlich machen können. Ein anderer Wirkungsmechanismus in Form eines Reparaturprozesses ist die Abgabe von Elektronen an die defekten Bindungen der DNA. Dies ist nur mit Reduktionsmitteln (Elektronendonatoren) möglich.

## Wirkstoffklassen

Die Strukturformel von Amifostin, ein Prodrug mit radioprotektiver Wirkung, das im Körper zum eigentlichen Wirkstoff 2-((Aminopropyl)amino)ethanthiol verstoffwechselt wird.

2-((Aminopropyl)amino)ethanthiol, der aktive Bestandteil von Amifostin

Als Radioprotektoren werden vor allem Verbindungen mit freien Thiol-Gruppen (Thiole), beziehungsweise Prodrugs, die nach Verstoffwechselung (Metabolisierung) die entsprechenden Thiole freisetzen, verwendet. Ein Beispiel für einen natürlichen Radioprotektor ist das Pseudotripeptid Glutathion, das im Zellinneren vor freien Radikalen und ROS schützt. Als von außen zugeführter Radioprotektor ist Glutathion allerdings weniger gut geeignet, da es vor dem Transport in die Zellen in seine drei Aminosäuren-Bestandteile Cystein, Glutaminsäure und Glycin zerlegt wird. Andere natürliche Radioprotektoren sind die Aminosäure Cystein (ein Bestandteil von Glutathion) und dessen Stoffwechselprodukt, das biogene Amin Cysteamin.
Als Arzneimittel für die Radioprotektion explizit zugelassen ist der Wirkstoff Amifostin, ein phosphoryliertes Aminothiol. Dieses Prodrug wird in den Zellen durch Alkalische Phosphatasen in den eigentlichen Wirkstoff 2-((Aminopropyl)amino)ethanthiol zerlegt. Die selektive Wirkung von Amifostin wird offensichtlich durch die höhere Aktivität der Alkalischen Phosphatasen, dem vergleichsweise höheren pH-Wert und dem günstigeren Permeationsverhalten des gesunden Gewebes verursacht. Es wird üblicherweise etwa eine halbe Stunde vor einer Radiatio als fünfzehnminütige Kurzinfusion verabreicht.
Neben den Thiolen, mit dem zugelassenen Wirkstoff Amifostin, sind eine Reihe weiterer Radioprotektoren in der (prä)klinischen Entwicklung. Dazu gehören beispielsweise Radikalfänger wie beispielsweise TEMPOL (ein 4-Hydroxy-Derivat des freien Radikals 2,2,6,6-Tetramethylpiperidinyloxyl), Zytokine wie Interleukin-1β, Stammzellfaktor, Enzyme wie beispielsweise Superoxiddismutase (SOD), verschiedene Vasokonstriktoren, Cimetidin, Serotonin, Melatonin, Pyridoxin, Natriumselenit und Natriumwolframat.
Die Wirksamkeit eines Radioprotektors lässt sich in Modellorganismen mit Hilfe der Elektronenspinresonanz (ESR) messen. Dabei wird die Signaldämpfung des Spin-Labels 3-Carbamoyl-PROXYL (3-Carbamoyloxy-2,2,5,5-tetramethyl-pyrrolidin-N-oxyl, CAS# 4399-80-8) gemessen. Eine Stunde nach der Bestrahlung mit Röntgenstrahlen wird das 3-Carbamoyl-PROXYL als Spinsonde verabreicht. Wurde ein Radioprotektor vor der Bestrahlung verabreicht, so wird das ESR-Signal stärker gedämpft. Ein anderes, etablierteres Verfahren ist die Verwendung eines Comet-Assays.

## Geschichte
Die ersten Arbeiten an Radioprotektoren begannen im Rahmen des Manhattan-Projekts.